# George Evelyn Hutchinson
George Evelyn Hutchinson (30.1.1903 – 17.5.1991) là nhà động vật học người Anh-Mỹ nổi tiếng về công trình nghiên cứu các hồ nước ngọt và được coi là cha đẻ khoa nghiên cứu hồ của Mỹ.

## Cuộc đời và Sự nghiệp
Hutchinson sinh tại Cambridge, Anh. Ông học trường Gresham, thành phố Holt rồi Emmanuel College của Đại học Cambridge. Sau 2 năm làm giảng viên ở Đại học Witwatersrand của Nam Phi, ông tham gia ban giảng huấn của Đại học Yale năm 1928, nơi ông giảng dạy gần 43 năm. Ông nhập quốc tịch Mỹ năm 1941.
Sau khi nghỉ hưu, ông về sống phần lớn thời gian ở Anh. Ông phụ trách các tác phẩm chưa in của Rebecca West. Ông từ trần tại London ngày 17.5.1991.

## Giải thưởng và Vinh dự
Năm 1949, Hutchinson được bầu vào Viện Hàn lâm Khoa học và Nghệ thuật Hoa Kỳ và năm 1950 được bầu vào Viện Hàn lâm Khoa học quốc gia Hoa Kỳ. Ông được thưởng giải Kyoto năm 1986.
Ông được truy tặng Huy chương Khoa học quốc gia (Mỹ) năm 1991.

## Tác phẩm chính
- The Clear Mirror (1936)
- The Itinerant Ivory Tower (1953)
- A Preliminary List of the Writings of Rebecca West, 1912–51 (1957)
- A Treatise on Limnology (1957, 1967, 1975, 1993)

Vol I Geography, Physics and Chemistry (1957)
Vol II Introduction to Lake Biology and the Limnoplankton (1967)
Vol III Limnological Botany (1975)
Vol IV The Zoobenthos (1993)
- The Enchanted Voyage (1962)
- The Ecological Theater and the Evolutionary Play (1965)
- Introduction to Population Ecology (1978) and
- The Kindly Fruits of the Earth: Recollections of an Embryo Ecologist (Yale University Press, 1979)